# Phyllocnema gueinzii
Phyllocnema gueinzii är en skalbaggsart. Phyllocnema gueinzii ingår i släktet Phyllocnema och familjen långhorningar.

## Underarter
Arten delas in i följande underarter:
- P. g. gueinzii
- P. g. rufithorax